# Amt Tessin-Land
Het voormalige Amt Tessin-Land was een samenwerkingsverband van 4 tot 5 gemeenten in het district Bad Doberan in de Duitse deelstaat Mecklenburg-Voor-Pommeren.

## Geschiedenis
Het Amt Tessin-Land werd op 31 maart 1992 opgericht als Amt binnen het toenmalige district Rostock-Land. Op 12 juni 1994 kwam het door een herindeling van de districten in het district Bad Doberan. Op 15 december 1997 is de toenmalige zelfstandige gemeente Kowalz geannexeerd door de gemeente Thelkow.
Op 1 januari 2005 zijn de resterende gemeenten samen met de stad Tessin opgegaan in het toen opgerichte Amt Tessin en werd het Amt Tessin-Land opgehevn.

## Gemeenten
Het Amt bestond uit de volgende gemeenten:
- Cammin
- Gnewitz
- Grammow
- Kowalz, tot 15-12-1997
- Nustrow
- Selpin
- Stubbendorf
- Thelkow
- Zarnewanz